# Fernando Rojas (militar)
José Fernando Rojas (Buenos Aires, 19 de abril de 1794 - Mendoza, 28 de octubre de 1841) fue un militar argentino, que participó en la guerra de independencia y en la guerra civil de su país.

## Biografía
Era hijo de Juan de Rojas y Juana Josepha Argerich, y hermano de los coroneles Juan Ramón y Manuel Patricio Rojas, del teniente coronel José María Rojas, y del sargento mayor Pedro Nolasco Rojas. Combatió contra las Invasiones Inglesas en el Tercio de Cántabros Montañeses.
Apoyó la Revolución de Mayo y participó en el primero y segundo sitios de Montevideo, participando en la batalla de Cerrito como oficial de artillería. De regreso en Buenos Aires fue uno de los varios jefes que tuvo la fábrica de cañones.
En 1820 se unió durante la Anarquía del Año XX al grupo de oficiales liderado por Carlos María de Alvear; tras el fracaso de éste en ser nombrado gobernador, luchó a sus órdenes en la batalla de Cañada de la Cruz. Peleó como jefe de la artillería de la defensa de San Nicolás de los Arroyos y fue tomado prisionero por el gobernador Manuel Dorrego. Fue dado de baja, pero posteriormente se lo benefició con la jubilación organizada por la reforma militar de Bernardino Rivadavia.
Fue reincorporado en 1826 y ascendido al grado de teniente coronel, pero no participó en la guerra del Brasil. Apoyó la revolución del general Juan Lavalle y fue uno de los jefes de artillería en la batalla de Puente de Márquez y en el sitio de Buenos Aires. Tras la caída de su jefe, emigró en 1830 al Uruguay. Se dedicó a la ganadería y al comercio.
En 1839 se incorporó a la campaña de Lavalle contra Entre Ríos, y participó en las batallas de Don Cristóbal, Sauce Grande y Quebracho Herrado como jefe de parte de la artillería.
Fue el jefe del arsenal y taller de reparación de armas en Córdoba; cuando se produjo la retirada hacia el norte se pasó a la división de Lamadrid, que lo ascendió a coronel.
Hizo con Lamadrid la campaña de Cuyo, y a sus órdenes participó en la batalla de Rodeo del Medio como jefe de la artillería. Tras la derrota huyó hacia Chile, pero fue alcanzado por una partida federal en el camino a Uspallata y tomado prisionero.
Fue ejecutado en octubre de 1841 en la ciudad de Mendoza.